# КСК Локерен
КСК Локерен (наричан още Спортинг Локерен или просто Локерен) е белгийски футболен отбор от град Локерен, провинция Източна Фландрия. Локерен играе в Белгийската Про Лига. Клубът е основан през 1923 и за пръв път достига най-високото ниво на белгийския футбол през 1975. Имат кратко прекъсване между 1994 и 1996, когато играят във втора дивизия. Най-големите успехи на отбора са през 80-те години на ХХ век. През 1981 година отборът завършва на второ място в Белгия, играе финал за купата на страната и достига до 1/4 финал в турнира за Купата на УЕФА. Клубните цветове са бяло, жълто и черно. През 2012 година тимът печели първия си значим трофей – Купата на Белгия след като на финала побеждава КВ Кортрийк.

## Успехи

### Национални
- Шампионат на Белгия
  -  Вицешампион (1): 1981
- Втора дивизия
  -  Шампион (2):
- Купа на Белгия:
  -  Носител (2):2012, 2014
  -  Финалист (1): 1981

### Международни
- Лига Европа:
  - 1/4 финал: 1981

## Известни бивши футболисти
- Ибрахима Гай
- Жоао Карлош
- Йоргос Галициос